# Chara (Plantae)
Chara je rod parožine iz porodice Characeae, jedini u tribusu Chareae. Žive u slatkovodnim vapnenačkim područjima. Rod je prvi opisao Carl Linné 1753.

## Izgled
Chara je sivkasto-zelena razgranata alga, koja se često miješa s podvodnim vaskularnim biljkama. Tvrda je i ima zrnastu teksturu, jer je pokrivena naslagama različitih kalcijevih soli. Sastavljena je od 6 do 16 manjih grančica. Metabolički procesi daju joj neugodan miris sumporovodika.

## Vrste
1. Chara acanthopitys (A.Braun) R.D.Wood
2. Chara aculeolata Kützing
3. Chara altaica A.Braun
4. Chara amplexa J.Groves & E.L.Stephens
5. Chara andina (A.Braun) R.D.Wood
6. Chara angarica L.K.Krassavina
7. Chara angolensis A.Braun
8. Chara arcuatofolia J.Vilhelm
9. Chara armata Meyen ex Kützing
10. Chara aspera C.L.Willdenow
11. Chara australis R.Brown
12. Chara baltica (C.J.Hartmann) Bruzelius
13. Chara baueri A.Braun
14. Chara behriana A.Braun
15. Chara bharadwajae Y.S.R.K.Sarma & M.Khan
16. Chara biharensis S.Mukherjee & M.N.Noor
17. Chara brachystephana F.S.Han & H.C.Liu
18. Chara braunii C.C.Gmelin
19. Chara brevibracteata F.S.Han
20. Chara brevicoronula W.Q.Chen,G.X.Wang & F.S.Han
21. Chara brionica Stapf
22. Chara brittonii T.F.Allen ex. C.B.Robinson
23. Chara buckellii G.O.Allen
24. Chara bulbillifera (Carl de Donterberg) A.García
25. Chara calveraënsis (R.D.Wood) R.D.Wood
26. Chara canescens Loiseleur
27. Chara capensis E.Meyer ex Kützing
28. Chara carmenensis T.F.Allen
29. Chara chilensis Kützing
30. Chara chrysospora J.Groves & E.L.Stephens
31. Chara columnaria S.Wang
32. Chara commuatata Ruprecht
33. Chara connivens P.Salzmann ex A.Braun
34. Chara contraria A.Braun ex Kützing
35. Chara corallina Klein ex C.L.Willdenow
36. Chara corfuensis J.Groves
37. Chara correntina E.J.Cáceres
38. Chara crinitiformis C.B.Robinson
39. Chara cubensis T.F.Allen
40. Chara densispina F.S.Han & Y.M.Zheng
41. Chara denudata A.Braun
42. Chara diaphana (F.J.F.Meyen) R.D.Wood
43. Chara dominii J.Vilhelm
44. Chara drouetii (R.D.Wood) R.D.Wood
45. Chara ecklonii A.Braun ex Kützing
46. Chara evanida Casanova
47. Chara evoluta T.F.Allen
48. Chara fibrosa C.Agardh ex Bruzelius
49. Chara filiformis H.Hertzsch
50. Chara fischeri W.Migula
51. Chara formosa C.B.Robinson
52. Chara fragifera Durieu de Maisonneuve
53. Chara fulgens N.Filarszky
54. Chara galioides A.P.De Candolle
55. Chara globata W.Migula
56. Chara globularis Thuiller
57. Chara gobiana J.Vilhelm
58. Chara grovesii B.P.Pal
59. Chara guairensis R.Bicudo
60. Chara guatemalensis (Nordstedt) C.B.Robinson
61. Chara haitensis M.P.J.F.Turpin
62. Chara hakonensis (H.Kasaki) R.D.Wood
63. Chara halina A.García
64. Chara handae B.S.Pal
65. Chara hatei S.C.Dixit
66. Chara hellenica A.Langangen
67. Chara hereroensis Nordstedt
68. Chara hirsuta T.F.Allen
69. Chara hispida Linnaeus
70. Chara hookeri A.Braun
71. Chara hornemannii J.Wallman
72. Chara horrida L.J.Wahlstedt
73. Chara hunanensis X.Q.Chen & L.Liu
74. Chara hungarica N.Filarszky
75. Chara hydropithys Reichenbach
76. Chara imperfecta A.Braun
77. Chara inconnexa T.F.Allen
78. Chara inconstans A.Braun ex Kützing
79. Chara indica C.G.Bertero ex C.Spengel
80. Chara inermis J.S.Zanevald
81. Chara infirma A.Braun
82. Chara interrupta F.S.Han & P.C.Kao
83. Chara juvenile E.J.Cáceres
84. Chara karolii Casanova
85. Chara kenoyeri M.Howe
86. Chara keukensis (T.F.Allen) C.B.Robinson
87. Chara kieneri F.K.Daily
88. Chara kirghisorum C.F.Lessing
89. Chara kohrangiana A. Ahmadi, M. Sheidai, H. Riahi & Raam
90. Chara kokeilii A.Braun
91. Chara krausei M.Shameel
92. Chara kraussiana J.Groves & E.L.Stephens
93. Chara kraussii A.Braun ex Kützing
94. Chara lanzhouensis Q.F.Zhao
95. Chara leiopitys R.M.Whelden
96. Chara leptopitys A.Braun
97. Chara leptosperma A.Braun
98. Chara linharensis R.Bicudo
99. Chara locuples M.M.Hollerbach
100. Chara longiarticulata F.S.Han
101. Chara longicorollata H.Kasaki
102. Chara longifolia C.B.Robinson
103. Chara lucida (A.Braun) M.T.Casanova & K.T.Karol
104. Chara macounii (T.F.Allen) C.B.Robinson
105. Chara martiana J.Wallman
106. Chara mollusca A.Braun
107. Chara muelleri (A.Braun) F.Müller
108. Chara muscosa J.Groves & G.R.Bullock-Webster
109. Chara myriophylla A.Braun
110. Chara myurus Requien
111. Chara nikolskae A.B.Doweld
112. Chara nitelloides (A.Braun & Nordstedt) R.D.Wood
113. Chara nuda B.S.Pal
114. Chara oligocarpa Y.Y.Li
115. Chara paragymnopitys F.S.Han
116. Chara paucicorticata E.J.Cáceras
117. Chara perlata Peck & Raker
118. Chara piniformis W.Q.Chen & F.S.Han
119. Chara polyacantha A.Braun
120. Chara polycarpa F.S.Han & P.C.Tuan
121. Chara porteri M.T.Casanova
122. Chara preissii A.Braun
123. Chara protocharoides M.T.Casanova & K.T.Karol
124. Chara pseudo-brachypus J.Groves & L.Stephens
125. Chara pseudocanescens Ling, Xie & Qiu
126. Chara pseudoglobularis F.S.Han
127. Chara pseudoglobularis Y.M.Zheng & F.Han
128. Chara pseudohydropithys K.Imahori
129. Chara quadriscutula X.Q.Chen et al.
130. Chara robbinsii B.D.Halsted
131. Chara rusbyana M.Howe
132. Chara sabauda F.Hy
133. Chara santiaguensis E.J.Caceres
134. Chara setosa Klein ex C.L.Willdenow
135. Chara shanxiensis Y.J.Ling
136. Chara sikiangensis F.S.Han & P.C.Tuan
137. Chara sinkiangensis F.S.Han & P.C.Tuan
138. Chara socotrensis Nordstedt
139. Chara stachymorpha U.Ganterer
140. Chara stoechadum Sprengel
141. Chara strigosa A.Braun
142. Chara stuartiana (F.Müller ex Kützing) M.T.Casanova & K.T.Karol
143. Chara submollusca Nordstedt
144. Chara subspinosa Ruprecht
145. Chara tanyglochis H.Groves & J.Groves
146. Chara tenera O.J.Hasslow
147. Chara tomentosa Linnaeus
148. Chara unica W.Q.Chen & G.X.Wang
149. Chara uzbekistanica Hollerbach
150. Chara vernicosa Y.J.Ling, G.Z.Deng & Z.Li
151. Chara vertillibracteata Y.J.Wang & W.T.Su
152. Chara vesicata H.L.Fu & Q.F.Zhao
153. Chara vieillardii (A.Braun) R.D.Wood
154. Chara virgata Kützing
155. Chara vulgaris Linnaeus - tipična
156. Chara wallichii A.Braun
157. Chara wightii (A.Braun) Casanova
158. Chara yunchengensis Y.J.Ling, S.L.Xie & L.C.Qiu
159. Chara zeylanica Klein ex Willdenow
160. Charites molassica (E.W.Straub) H.Horn af Rantzien